# Popular Problems
| Recensione | Giudizio |
| ---------- | -------- |
| AllMusic   | [ 1 ]    |
| OndaRock   | [ 2 ]    |

Popular Problems è il tredicesimo album in studio del cantautore canadese Leonard Cohen, pubblicato il 23 settembre 2014 dalla Columbia Records.

## Tracce
Testi e musiche di Leonard Cohen e Patrick Leonard, eccetto dove indicato.
1. Slow – 3:25
2. Almost Like the Blues – 3:28
3. Samson in New Orleans – 4:39
4. A Street – 3:32 (Leonard Cohen, Anjani Thomas)
5. Did I Ever Love You – 4:10
6. My Oh My – 3:36
7. Nevermind – 4:39
8. Born in Chains – 4:55 (Leonard Cohen)
9. You Got Me Singing – 3:31